# Kreon
Kreon è un personaggio dei fumetti pubblicati dalla DC Comics. È la Lanterna Verde del pianeta Tebis. Fisicamente, è un alto umanoide muscoloso, con la pelle aranciata e i capelli biondi. Altre caratteristiche che lo contraddistinguono sono una protesi dorata della sua mano destra e nell'occhio sinistro. Comparve per la prima volta in Green Lantern (vol. 3) n. 22 (marzo 1992).

## Biografia del personaggio

### Inizi
Un signore della guerra, il Generale Kreon cercò di terminare le guerre su Tebis piuttosto che cominciarle. Vide gli orrori della guerra, infatti perse un occhio e una mano nel servizio militare.
Le sue convinzioni riguardo alla guerra erano in completo contrasto con quelle della sua razza: i Chietiani, una razza dedita alla guerra. La sua razza glorificava la guerra e la dominazione delle altre razze. Questa razza era anche tecnologicamente più avanzata della razza terrestre. Infatti, utilizzarono la loro avanzata tecnologia spaziale per invadere il settore spaziale 3319. Lo videro come una cosa necessaria: la loro roccaforte sul pianeta Hwagaagaa del settore 3316 venne perduta a causa di una ribellione guidata da una Lanterna Verde.
Cercando dimettere fine alla sete di sangue della sua razza e alle guerre una volta per tutte, comprò Star Sapphire da un teppista locale di nome Flicker. Tuttavia, non poteva essere controllata e presto uccise dozzine di uomini prima di essere fermata. Mentre i suoi colleghi ufficiali gli ordinarono di ucciderla, Flicker suggerì un modo per controllarla. Seguendo il suo consiglio, tentò di portare da lei il suo vecchio amore, Hal Jordan, e i suoi colleghi Lanterne dal compratore. Con la promessa della fine della guerra infinita, si fidò imprudentemente di Flicker, ma né le Lanterne, né Star Sapphire potevano essere contenuti, e ciò portò ad altro spargimento di sangue.
Evitato dai suoi colleghi ufficiali a causa della sua mancanza di forza e della distruzione che il suo piano portò, catturò l'attenzione di Hal Jordan. Impressionato dal suo potenziale, Jordan lo reclutò per diventare un membro del Corpo delle Lanterne Verdi.

### Lanterna Verde del settore 2002
Quando Hal presentò Kreon al Corpo fu portato dentro da Kilowog, che lo addestrò insieme a tutte le altre Lanterne. Kilowog era noto per essere l'addestratore migliore del Corpo. A differenza di Ke'Haan, Kilowog spesso raccontava alle reclute storie delle Lanterne passate per mostrare loro che furono parte di un gruppo storico ed orgoglioso. Tra i suoi compagni reclute, Kreon aveva un particolare antipatia per Boodikka, che vedeva come barbara e senza disciplina. Questo portò a numerosi problemi, in quanto furono messi in coppia per la difesa di Oa. Tuttavia, entrambi divennero famosi. Per quanto ci furono colleghi Lanterne schierati da entrambi i lati, e alcune coppie furono create, loro due furono di nuovo costretti a lavorare insieme. I loro disaccordi infine misero a repentaglio la sicurezza dei Guardiani. Questo divenne molto più esplicito durante l'invasione Qwardiana.
Kilowog era preoccupato dei problemi tra due dei suoi studenti più rispettati. Temeva che questo poteva portare ad una rottura del lavoro di squadra tra gli altri studenti. Così, chiamò John Stewart perché facesse loro un discordo sulla tolleranza. Mentre ai due non poté insegnare a piacersi, Gardner utilizzò la telepatia del suo anello del potere perché si confrontassero con le proprie paure. Fu a questo punto che Kreon fece una commovente rivelazione. Gli ufficiali ritenevano le femmine incapaci di imparare la disciplina necessaria per il servizio militare. Quindi, la proiezione fisica della peggiore paura di Kreon, nella forma di una femmina demoniaca. In cambio, la sua compagna di squadra Boodikka, dovette confrontarsi contro la sua peggiore paura: essere controllata. Mentre sminuiva Kreon per la sua inabilità di sconfiggere la sua avversaria, lei stessa non poteva sconfiggere la sua. Capendo infine che avevano bisogno l'uno dell'altra, si scambiarono gli avversari e ne uscirono vittoriosi. Avendo imparato molto uno dall'altra, capirono il "processo" di Gardner e si allontanarono per qualche tempo dalle altre reclute in cerca di un po' di privacy.
I due lavorarono insieme in numerose missioni, inclusa la battaglia contro l'incarnazione dell'Entropia su Oa. Volarono insieme anche contro il Triarco, i Darkstars, e la L.E.G.I.O.N. sul pianeta Malus per aiutare il loro amico, nient'altri che Hal Jordan.

### Emerald Twilight e morte
Kreon era adesso rinomato nel Corpo delle Lanterne Verdi. Ad un certo punto, fu descritto come uno dei più grandi e decisivi leader di guerra nell'universo. La sua firma come Lanterna Verde era che il suo anello non lanciò mai un raggio; i suoi costrutti erano semplicemente "accesi" o "spenti", suggerendo che la sua mente sembrava muoversi piuttosto velocemente.
Era un guerriero feroce, nonostante gli mancassero un occhio e una mano. Un giorno, Kreon fu chiamato su Oa per difendere il pianeta da Hal Jordan. Fu sconfitto in una battaglia brutale contro il suo ex collega e fu lasciato per morto.
Recentemente fu scoperto da Hal Jordan e Guy Gardner mentre veniva tenuto in cattività dai Manhunters, insieme alle altre Lanterne Perdute. Le altre Lanterne Perdute comprendevano Arisia, Boodikka, Laira, Graf Toren, Ke'Haan, Hannu, Jack T. Chance e Tomar-Tu, che evitarono di cedere alla tentazione di uccidere Jordan per averli lasciati in fin di vita nello spazio. Quando i suoi amici Lanterne Perdute stavano per attaccare Jordan, fu la voce della ragione che li fermò. Fu una vittima della conseguente battaglia contro i Manhunters, e morì tra le braccia di Boodikka. Il suo anello, dopo la sua morte, scelse proprio Boodikka come suo successore.

### La notte più profonda
Kreon è una delle molte Lanterne cadute a risvegliarsi dalla sua tomba su Oa per diventare una Lanterna Nera. Fu una delle tante Lanterne Nere ad opporsi contro le Lanterne Verdi di Oa.